# Johann Martin Schleyer

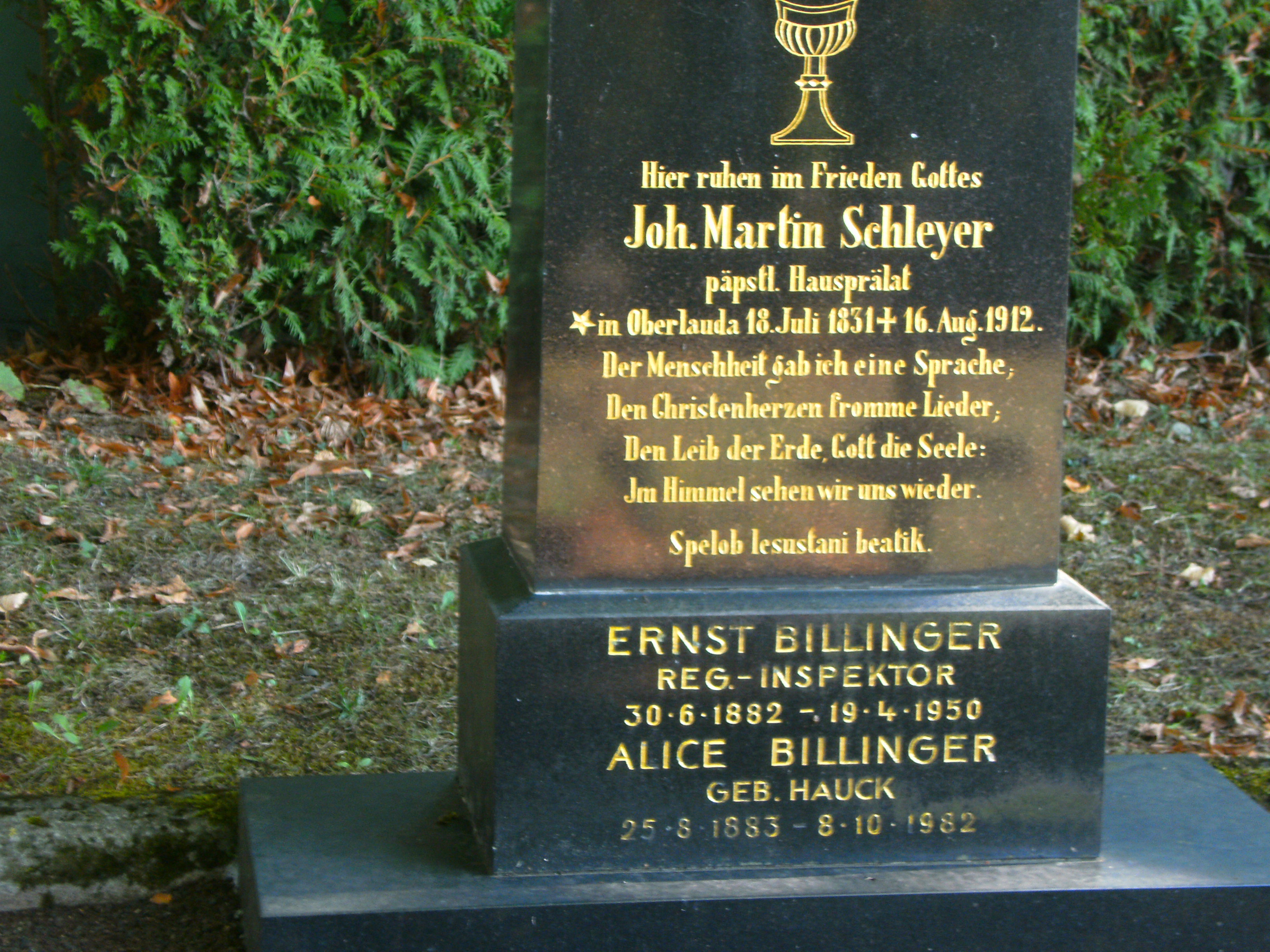
Tombe de Johann Martin Schleyer, Hauptfriedhof Konstanz (cimetière principal de Constance, Allemagne), Riesenbergweg. Location : partie 12, onzième rang dans le nord-est du cimetière.

Johann Martin Schleyer, né le 18 juillet 1831 à Oberlauda et décédé le 16 août 1912 à Constance, est un prêtre catholique, un linguiste et un philanthrope allemand. Il est connu pour avoir créé, en 1879, le volapük, une langue construite dont la plupart des racines sont empruntées à l'allemand et à l'anglais (par exemple Volapük = world speak en anglais, Weltsprache en allemand).
Schleyer a d’abord inventé un alphabet universel pour la correspondance internationale et la transcription des noms étrangers en 1878.
Cette langue lui est « apparue » lors d'une crise mystique en mars 1879. Dans ses mémoires, le prêtre écrit qu'il eut la certitude d'une mission sacrée venue d'en haut, ce qui explique peut-être l'intransigeance dont il fit preuve quant aux éventuelles modifications et optimisations du volapük.
Le volapük a eu un certain succès en Europe (en Allemagne surtout) dans les années qui ont suivi sa création (preuve qu'elle répondait à un besoin latent), puis a très rapidement perdu ses locuteurs après l'apparition de l'espéranto en 1887, une langue artificielle à vocation LAI (langue auxiliaire internationale) globalement mieux construite, aux racines plus évidentes, et dotée d'une grammaire plus simple (mais perfectible).